# Kretsko morje
Kretsko morje (grško Κρητικό Πέλαγος, latinizirano: Kritiko Pelagos) je morje, ki del Egejskega morja, in je na njegovem južnem koncu, s skupno površino 45.000 km². Morje se razteza severno od otoka Kreta, vzhodno od otokov Kitera in Antikitera, južno od Kikladov in zahodno od Dodekaneških otokov Rodos, Karpatos in Kasos. Omejujoče morje na zahodu je Jonsko morje. Na severozahodu je Mirtojsko morje, del Sredozemskega morja, ki leži med Kikladi in Peloponezom. Na vzhodu-jugovzhodu je preostali del Sredozemskega morja, včasih imenovanega Levantsko morje. Preko otoka Kreta se na nasprotni obali začne Libijsko morje. Na tem območju potekajo trajektne linije do in iz Pireja in Irakliona ter južnih otokov Egejskega morja in Dodekaneza.
Tik ob obali severovzhodne Krete doseže morje največjo globino blizu 3293 m. Nekateri viri (zemljevidi) kažejo največjo globino 2591 m.

## Geologija
Prehod iz Kretskega morja v Libijsko morje poteka skozi ožino Kitira (Steno Kythiron) na zahodu in ožino Kasos (Steno Kasou) na vzhodu. morsko dno je del Egejske plošče. Južno od Krete se pod njo podriva Afriška plošča, tako da še vedno spada v cono subdukcije in jo razmeroma pogosto stresajo potresi. Minojski izbruh je nazadnje povzročil silovite cunamije pred približno 3600 leti, kar je morda prispevalo k propadu minojske kulture.

## Pristaniška mesta
V Grčiji je na obali Kretskega morja nekaj pomembnih pristaniških mest: na Kreti (od zahoda proti vzhodu):
- Kastelli-Kissamos, jugozahod
- Hanija, jugozahod
- Souda, jug-jugozahod
- Retimno, južno
- Iraklion, južno
- Agios Nikolaos, jugovzhod
- Sitia, jugovzhod

na drugih otokih:
- Kasos (Fry), jugovzhod
- Anafi, severovzhod
- Santorini, sever

## Zalivi
- Zaliv Hanija, južno
- Zaliv Souda, jugovzhod
- Zaliv Almiros, južno
- Zaliv Mirabello, jugovzhod